# Caquetíos
Els caquetío, caiquetio, o caiquetia són nadius del nord-oest de Veneçuela, que vivien a la vora del llac de Maracaibo a l'època del Conquesta espanyola. Es van desplaçar cap a l'interior per evitar l'esclavitud per part dels espanyols, mentre el seu nombre es va veure dràsticament afectat per la guerra colonial, iqual que els seus veïns, els quiriquire i els jirajara. Els caquetíos també eren presents a Aruba, Curaçao i Bonaire quan aquestes illes van ser colonitzades per primera vegada per Alonso de Ojeda el 1499. Els ocupants de la rebió foren coneguts com a caquetíos pels espanyols i la seva llengua (caquetío) pertany a la família de llengües arawak. Els caquetío i el jirajara parlaven la mateixa llengua i les seves cultures eren força similars. La llengua arawak o caquetío es denomina llengua "fantasma" perquè pràcticament no en queda cap rastre. Només queda el nom, guardat als textos del segle xvii.

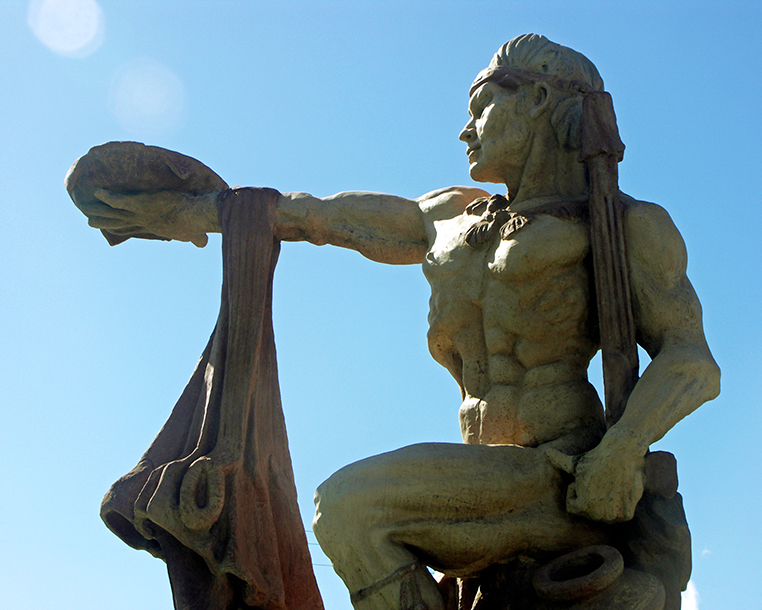
Estàtua del cacic Manaure a Plaza Manaure de Coro, Veneçuela.

## Aruba, Curaçao i Bonaire
Quan els espanyols van arribar a Aruba cap al 1500 van trobar els caiquetios a Aruba, on hi vivien des de l'Edat de Pedra. Els caiquetios havien migrat probablement a Aruba, Curaçao i Bonaire amb canoes fetes de troncs buidats que feien servir per pescar. Aquests encreuaments des de la península de Paraguaná a Veneçuela, a través dels 27 quilòmetres de mar obert fins a Aruba, possible amb piragus construïdes pels caiquetios de Veneçuela.

## Zones de poblament a Veneçuela i Colòmbia
"Aquesta nació és molt gran, però viu en moltes zones separades les unes de les altres," així ho resumeix el cronista del segle XVI Juan de Castellanos.
Els caquetíos es va establir no només a la regió costanera a l'oest de l'actual Veneçuela, sinó a almenys dues altres regions: la vall de Barquisimeto a l'estat de Lara i el que ara és Llanos Orientales de Colòmbia. A la fèrtil vall de Barquisimeto, segons Nikolaus Federmann, el primer conqueridor a entrar a la seva terra, hi havia 23 grans assentaments i podrien reunir 30.000 guerrers. Segons informes concordants dels cronistes Juan de Castellanos i Gonzalo Fernández de Oviedo y Valdés, van habitar les sabanes des del riu Apure al nord fins més enllà del riu Casanare al sud. L'extensió oest-est del "Prado Caquetío" anava des de la vora dels Andes fins a les sabanes, possiblement fins al riu Meta.

### Període espanyol
Durant els primers anys de colonització, els nadius d'Aruba van ser descrits pels espanyols com a caquetíos. A més, els caquetíos del continent eren la tribu geogràficament més propera a Aruba, i les proves arqueològiques apunten a estretes relacions entre ambdós grups durant l'època precolombina. Potser fins a 600 vivien a Aruba en el moment de l'arribada espanyola el 1499.
Juntament amb Curaçao i Bonaire, Aruba va ser declarada illa sense ús el 1513 i dos anys després uns 2.000 caquetíos de les tres illes per ser transportats a Hispaniola per treballar a les mines. Aquests suposadament comprenien tota la població de les illes, però de 150 a 200 van ser retornats a Aruba i Curaçao el 1526 per treballar en l'exportació de pa del Brasil, mesquit i divi-divi. La gent que va tornar a Aruba i Curaçao eren principalment caquetíos, però alguns arawaks d'altres illes del Carib van ser inclosos en el grup. A causa de la complexitat dels laberints de les coves d’Aruba, és possible que fossin majoritàriament nadius que havien escapat de la deportació, però podrien haver estat migrants recents del continent. A més, durant el desenvolupament de la Veneçuela colonial es van produir importants migracions de fugitius de terra ferma a Aruba entre 1529 i 1556 (Haviser, 1991).

### Època holandesa
Aruba va ser descuidada pels espanyols des del 1533 fins a la conquesta holandesa del 1636, quan es parlava àmpliament el castellà i les llengües natives (especialment el caquetío). Després de la conquesta holandesa, els espanyols van fugir i els indígenes van ser deportats a la terra ferma perquè van ser rebuts com a simpatitzants dels espanyols. No obstant això, el mateix any de 1636, la Companyia Neerlandesa de les Índies Occidentals va assignar a Aruba el deure de cria de cavalls i bestiar, i els indígenes van ser escollits per a aquests esforços perquè tenien una bona reputació com a caçadors de cavalls salvatges. A més, alguns en guerra amb espanyols a l'oest de Maracaibo van fugir a Aruba.
La importància d'Aruba va disminuir després del tractat de pau de 1648 entre els Països Baixos i Espanya, i l'illa va tornar a ser descuidada. El 1655, la companyia holandesa de les Índies Occidentals va reconèixer els habitants lliures d'Aruba com a socis comercials. A aquestes persones se’ls assignava un tros de terra on mantenir-se mitjançant el cultiu; també tallaven i venien fusta i explotaven els recursos marins. Alexandre Olivier Exquemelin, que va escriure sobre les seves experiències com a bucaner al Carib, fa una descripció de la forma de vida arubana durant la segona meitat del segle xvii. Exquemelin assenyala que la gent parlava espanyol, era catòlica i era freqüentment visitada per sacerdots espanyols del continent. Com a exemple dels seus forts vincles amb el continent, 200 habitants van acordar deixar Aruba el 1723 per aixecar la ciutat veneçolana del Carrizal sota la jurisdicció eclesiàstica de la ciutat de Santa Ana de Coro.
Els registres del govern holandès mostren que l'últim nadiu autèntic d'Aruba va morir a Aruba cap al 1862. Tot i així, encara avui en dia, es mantenen trets recognoscibles a la cara de molts dels natius arubans. L'anàlisi recent de l'ADN mitocondrial a Aruba ha demostrat l'existència d'ADN amerindi encara present en la població.